# ЦСКА (женский баскетбольный клуб)
ЦСКА — российский женский баскетбольный клуб.

## Достижения
Чемпион СССР (1985, 1989)
Обладатель Кубка СССР (1978)
Обладатель Кубка Ронкетти (1985, 1989, 1997)
Чемпион России (1992-1997, 2004, 2005, 2006)
Серебряный призёр чемпионата России (5): 1998, 2002, 2003, 2007, 2008
Бронзовый призёр чемпионата России (1): 2009
Обладатель Кубка России (2004, 2006, 2007, 2008)
Победитель Мировой лиги: 2003, 2004, 2005, 2007
Победитель Евролиги (2005)

## История
Женский клуб ЦСКА — участник чемпионатов СССР и России, в 2001 году прекративший своё существование. При поддержке президента «ВБМ-Групп» Андрея Ищука был воссоздан на базе самарской команды ВБМ-СГАУ (Волгабурмаш — Самарский государственный аэрокосмический университет), в 2007 году.

### ВБМ-СГАУ (Самара)
Дебют самарской команды СКА в Суперлиге состоялся не позднее сезона 1997-1998. Клуб был переименован в СГАУ не позднее сезона 1999-2000. В 2002-м, когда генеральным спонсором клуба становится ОАО «Волгабурмаш», происходит резко увеличение финансирования клуба, улучшается материальная база и возможности комплектования. ВБМ-СГАУ довольно быстро становится сильнейшим клубом России — в 2002 и 2003 годах команда завоёвывает серебряные медали чемпионата России и занимает третье место в розыгрыше Кубка ФИБА-2003. В межсезонье 2003 года происходит смена главного тренера — вместо Вадима Капранова в команду был приглашён Игорь Грудин, ранее работавший с французским «Бордо». Под его руководством клуб побеждает в розыгрыше Кубка мира-2003, а весной 2004 года становится чемпионом России. В 2005 и 2006 годах команда доходит до финала самого престижного клубного турнира Старого Света — Евролиги. Первый финал становится победным — в Самаре «кроты» (талисманом самарского клуба был крот Буравчик) обыгрывают чешский «Гамбринус» (Брно) 69:66, но через год, уже в гостях, уступают этому же сопернику со счётом 54:68.
В это время после определённого перерыва приходят успехи и к сборной России, которую также тренировал Игорь Грудин. Самарские баскетболистки Мария Степанова, Оксана Рахматулина, Илона Корстин, Татьяна Щёголева, Ольга Наймушина становятся победительницами чемпионата Европы-2003 и серебряными призёрами ЧЕ-2005, впервые после распада СССР женская баскетбольная сборная завоёвывает медали Олимпийских игр (Афины-2004).
За команду также выступали именитые легионеры: французская разыгрывающая Эдвидж Лоусон, центровые Энн Воутерс (Бельгия) и Эмма Рендалл (Австралия), форварды Амайя Вальдеморо (Испания), Мвади Мабика (ДР Конго) и Кэтрин Дуглас (США), американская защитница с российским паспортом Ребекка Хаммон.
Летом 2006 года ВБМ-СГАУ подписал контракт с московским ЦСКА и был переименован в ЦСКА (Самара). ЦСКА предоставил самарскому клубу свой бренд и логотип. 
Сезон 2006/07 прошел под знаком противостояния двух суперклубов — ЦСКА и подмосковного «Спартака». Весной 2007 года армейская команда проигрывает «Спартаку» в полуфинале Евролиги и финальной серии чемпионата России.

### ЦСКА (Москва)
В августе — сентябре 2007 года команда переехала в Москву, став по сути новым клубом. Таким образом как бы возрождается женская армейская баскетбольная команда, трижды становившаяся чемпионом СССР и побеждавшая в первых шести розыгрышах чемпионата России, но в 2001 году прекратившая своё существование. Название ВБМ-СГАУ перешло к фарм-клубу, выступающему в Суперлиге «Б».
В сезоне 2007/08 продолжается противостояние ЦСКА и подмосковного «Спартака». Осенью 2007 года главным тренером ЦСКА становится Гундарс Ветра, под его руководством команда ЦСКА вновь стала второй в чемпионате страны.

### Закат
Осенью 2008 года стало известно, что ключевой игрок команды Мария Степанова перешла в УГМК, а в ноябре появилась информация о тяжёлом финансовом положении клуба, причиной которого стал отказ от дальнейшего финансирования клуба его генеральным спонсором в лице Андрея Ищука после продажи им своего бизнеса в Самаре.
25 ноября появились сообщения о том, что ЦСКА снялся с розыгрыша Евролиги и, возможно, прекратит участие в чемпионате России. 28 ноября, когда клуб уже практически был расформирован, группа его игроков пыталась подписать контракты с другими командами. Но руководство ЦСКА сумело найти новых инвесторов. На следующий день Гундарс Ветра провёл первую тренировку, начав подготовку к следующим матчам Евролиги, в розыгрыше которой ЦСКА был восстановлен в результате переговоров ФИБА и Российской федерации баскетбола.
В январе 2009 года Ветра оставил пост главного тренера ЦСКА и занял эту должность в УГМК. Армейскую команду возглавил бывший старший тренер женской сборной России Игорь Грудин. Из розыгрыша Евролиги ЦСКА был выбит в 1/8 финала испанской «Саламанкой», а в чемпионате и Кубке России завоевал бронзовые медали.
16 октября 2009 года пресс-служба Российской федерации баскетбола сообщила, что московский женский баскетбольный клуб ЦСКА из-за финансовых проблем отказался от участия в чемпионатах суперлиги и России, Кубке России и Евролиге ФИБА сезона-2009/10. Матчи с участием всех команд ЦСКА — основной, молодёжной и ДЮБЛ (юниорки) — были исключены из календаря игр сезона 2009/10.